# Alejo, la búsqueda del amor
Alejo, la búsqueda del amor fue una telenovela colombiana emitida en dicho país realizada por Teleset para el Canal Caracol en el año 1999. Sus protagonistas fueron Carolina Lizarazo y Moisés Angulo.

## Argumento
"Alejo, la Búsqueda del Amor" es una narración que, partiendo de algunos hechos reales, recrea sin ceñirse a la realidad biográfica, el estilo de vida de Durán, sus amores, su música sus labores como hombre de campo, su apego a lo más esencial de su raza y sus costumbres y, especialmente, su afán desesperado por encontrar el amor, un amor único y definitivo. Se han escogido doce mujeres y un gran amor en la vida de Durán, para contar desde esas pequeñas pero apasionantes historias, la gran historia. Esas mujeres, motivo de inspiración para muchas de sus canciones, representaran las pasiones de este hombre que se convirtió en leyenda. A partir del momento en el que Jaime, el mejor amigo de Alejo muere, la historia, narrada en varios tiempos, nos dará muchas visiones del pasado para colocarnos, una y otra vez, en el presente. Ese mornento es definitivo para Alejo, ya que la esposa de su amigo Jaime, ha sido el amor secreto e imposible del maestro y allí, surge el gran conflicto - la posibilidad o imposibilidad de realizar, después de la muerte de Jaime, ese amor- Su vida entera, empieza a desfilar por su memoria y son esos recuerdos los que nos permiten llegar con él, a las distintas etapas de su vida y a las diferentes historias de amor, cada una de ellas contadas con su propia carga emocional y sus conflictos. El amor que surge en medio de las grandes diferencias de clase, con la hija de su patrón, un acaudalado hacendado. Aquí se demuestra cómo, a pesar de existir el amor no es posible satisfacerlo cuando están de por medio esas grandes diferencias. El amor que, siendo amor, es también capaz de engañar, robar y falsear los hechos y hasta los sentimientos.

## Filmacion
La producción se grabó en la región de Tolú, Sucre, ya que el eje Tolú - Montería en los departamentos de Córdoba y Sucre daba la posibilidad de trabajar todos los ecosistemas. Ese es un sitio de la geografía nacional que permite trabajar en el ecosistema de mar, de río, de ciénaga, de lago, de pradera y de montaña.

## Elenco
- Moisés Angulo como Alejandro Durán.
- Carolina Lizarazo como Rosita.
- Manuel Cabral como el diablo.
- Ismael Barrios como Antonio Salinas.
- Xiomara Xibille como Fidelina.
- César Mora como Maestro René
- Adriana Ricardo como Joselina Daza.
- Jorge Herrera como Hortensio
- Luis Fernando Ardila como Cristo Jesús.
- Jorge Barón Él mismo.
- Germán Quintero como Andrés Palacio
- Orlando Pardo como Andresito Palacio
- Víctor Hugo Ruiz como Honorio Palacio
- Mile Vergara como Niña Nena
- Miguel Osorio como Braulio Morales
- Margoth Velásquez como Juana Francisca Diaz
- Luis Fernando Orozco como Padre Galle
- Carol y Xiomara Rodríguez Las Mellas
- Víctor José Navarro como Alejandro Durán niño y Fidelito
- Agmeth Escaf como Dr Roberto
- Juvenal Camacho como Andrés Palacio niño
- Daniela Martínez como Fidelina Niña
- Javier Botero
- Constanza Gutiérrez como Tía de Evangelina
- Luis Enrique Roldán como Lucio Paternina
- Herbert King como Jaime Díaz.
- Mónica Franco como Fidelina niña
- Norma Constanza
- Vanessa Blandón como Juanita
- Leopolda Rojas como La negra Tomasa
- Evelin Santos como Evangelina
- Julieta García como Alicia Dorada.
- Luz Elena Buelvas Zuluaga Sobrina de Tomasa.
- Xilena Aycardi como Irene

## Premios

### Premios Tvynovelas
- Mejor actor infantil: Javier Botero